# エーコープ

ロゴ

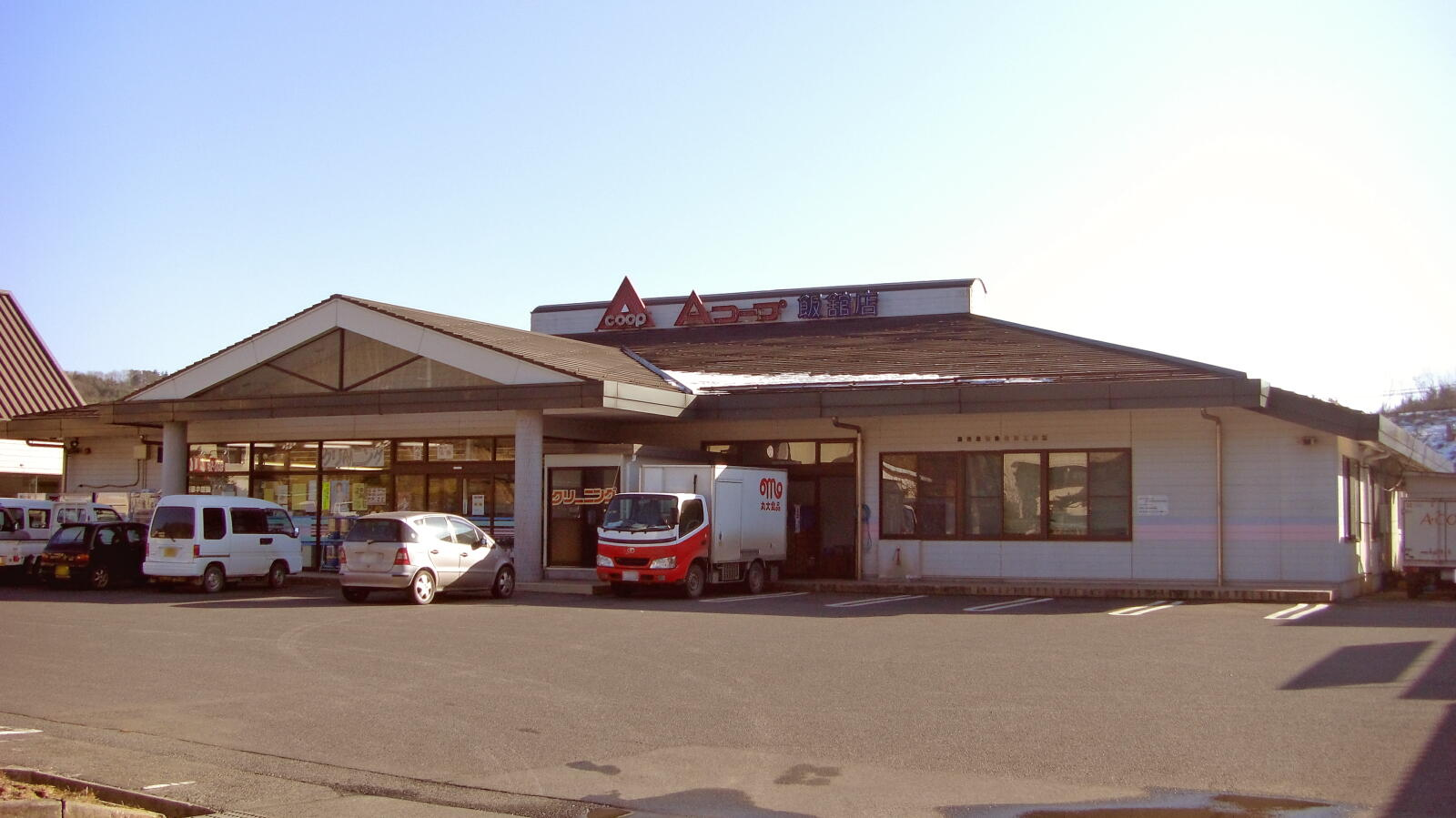
Aコープ飯舘店

エーコープ（Aコープ、A-COOP）は、農業協同組合の購買部門（生活事業）の一つ。スーパーマーケットと同様の事業形態で日本全国に約1000店舗の店舗網を持つ。

## 概要
"A" はAgriculture（農業）の頭文字であり、農家における生活協同組合（COOP・コープ）としての側面を持ち、独自ブランド「エーコープマーク品」の販売を行っている。
店舗販売のため、所謂消費生活協同組合が運営する店舗と同様に、組合員でなくとも買い物が可能。また生活必需品の販売以外の事業はエーコープでは行わない。全国のAコープチェーン加盟企業を統括するJA全農内の組織として全国Aコープ協同機構がある。
各単位農協の直営店（単位農協の子会社あるいは関連会社による運営を含む）のほか、JA全農県本部傘下の企業（エーコープ宮城など）、あるいは北東北・関東・近畿・西日本・九州ではJA全農全国本部傘下のグループ企業（JA全農Aコープ、Aコープ九州）によりチェーン店展開を行っている。全体で「全国Aコープチェーン」として組織されているが、基本的には各単位農協あるいは各運営企業で独立採算制となっており、ポイントサービスなども全国共通とはなっていない。単位農協直営店は山間地などに所在する比較的小規模の店舗が多く、一般企業の運営するスーパーマーケット同様、1990年代以降、不採算から閉店・撤退する地域が目立ちはじめた。中には、他社組織に運営委託させたり、コンビニエンスストアに転換した例もある。
かつて各単位農協の直営店が中心業態であった時代はエーコープと呼ばず「くみあいマート」・「くみあいマーケット」「くみあい生活センター」「農協購買部」と称したり、エーコープと「くみあいマート」・「くみあいマーケット」を併称している店舗が全国的に存在していたが、グループ企業によるチェーン店展開が進展するにつれ、店名はエーコープに統一されていった。現在も一部の農協ではエーコープと呼ばず「くみあいマーケット」、あるいは「Aマート」と称している店舗もある。これらの正式名称に関わらず、「生協」と同様、一般には単に「農協」と呼ばれている例も多い。

### ファーマーズマーケット（農産物直売所）
エーコープとは別に、全国の生産者が市場を通さず農産物を直接販売する施設として「ファーマーズマーケット」（農産物直売所）がある。この内JAが運営しているものを「JAファーマーズマーケット」と称し全国に約1700カ所ある。中には「JAファーマーズマーケット」がエーコープ内に売場として組み込まれている店舗があり、このような店舗は2016年4月から「エーコープ○○店」ではなく「JAファーマーズ○○」「JAファーム○○」「エーコープファーマーズ○○店」という店名に改称している。
ただグループ企業名は「エーコープ」であるので、これらの店舗においても「エーコープ」という名称が使われなくなった訳でなく、店内放送用テーマソング等もそのまま放送されている。道の駅に改装されている道の駅夕張メロード（北海道夕張市）の例もあるが、農協が経営しているため、道の駅であっても「エーコープ」の看板を掲げている。
エーコープ名義を全く用いない直売所でも運営するJAが既存エーコープ店舗の経営から撤退した所ではエーコープブランドのPB商品を取り扱っているケースも見られる。
コンビニエンスストアチェーンと提携し、コンビニに農産物など生鮮食料品を置いている形のエーコープを出店している地域もあり、立地条件に合わせた店舗形態の多様化が進んでいる。

## 全国Aコープ協同機構
- 全国農業協同組合連合会（全農）の事業の一角となる「生活事業」（生活用品（食料品・日用品・衣料品・耐久財等）や日常サービス等を供給・提供）の中枢となるスーパーマーケット「Aコープ」への商品供給と店舗の管理運営強化を目的に、2006年（平成18年）10月1日、旧組織「全国Aコープチェーン[注 5]」を発展させる形で設立された[5][6]。

```
「JA店舗の一体化会社移管と一体化の見通し
[
5
]
」
2005年（平成17年）実績 : JA店舗 - 売上高 : 2820億円、期末時点での総店舗数 : 464 / 一体化店舗 - 売上高 : 3422億円、期末時点での総店舗数 : 540 / 合計 - 売上高 : 6242億円、期末時点での総店舗数 : 1,004
2006年（平成18年）見込 : JA店舗 - 売上高 : 2576億円、期末時点での総店舗数 : 400 / 一体化店舗 - 売上高 : 3406億円、期末時点での総店舗数 : 533 / 合計 - 売上高 : 5982億円、期末時点での総店舗数 : 933
2008年（平成20年）見込 : JA店舗 - 売上高 : 1356億円、期末時点での総店舗数 : 170 / 一体化店舗 - 売上高 : 4569億円、期末時点での総店舗数 : 670 / 合計 - 売上高 : 5925億円、期末時点での総店舗数 : 840
「JA店舗」とは、「全国Aコープ協同機構」が指定する「一体化会社」が店舗を直接管理していない店舗。
```

- 売上高が将来にわたって低下してゆく見通しの上で、規模拡大による更なる経営基盤強化のために広域会社化を進める中で、店舗集約を促す目的で、全国Aコープ協同機構は設立された[5]。
- なお、この「全国Aコープ協同機構」は、旧「全国Aコープチェーン」と違い「一体化会社による店舗経営」を目的としているため、厳格な参加資格がある[6]。
  - 全農各都道府県本部につき、「一体化会社」または、県本部だけが加盟することができる。
  - 店舗ではある一定の割合以上のエーコープマーク品を揃えること。
厳密な罰則規定を設けた運営 - 注意や警告などが与えられ、最終的には退会勧告されるなど厳しい内容を盛り込む。

### 協同機構の参加組織
以下、2024年4月現在
- JA全農Aコープ株式会社 - 京都府・奈良県・大阪府・兵庫県・和歌山県の一部地域・三重県・愛知県・島根県・岡山県・広島県・愛媛県・青森県・岩手県・秋田県・ 宮城県・山形県庄内地方（青森県は店舗展開は無し）・神奈川県・東京都・埼玉県・群馬県 [8]・ネットショップ
- JA全農本部 - 事務局を設置
- 株式会社ホクレン商事 - 北海道
- 株式会社長野県A・コープ - 長野県
- 株式会社JAライフ富山 - 富山県・ネットショップ
- 株式会社ジャコム石川 - 石川県・ネットショップ
- 株式会社Aコープ九州 - 福岡県・佐賀県・大分県
- 株式会社エーコープみやざき - 宮崎県
- 株式会社エーコープ鹿児島 - 鹿児島県
- 株式会社JAおきなわＡコープ - 沖縄県

## 店内放送
- Aコープの歌「あなたと私のAコープ」（1978年）
  - 作詞・作曲・編曲　河野土洋
- Aコープの歌「いつもの笑顔 Aコープ」（2009年）[9]
  - 作詞　松本由美（公募採用。Aコープ中田店（神奈川県横浜市）を利用している主婦）
  - 補作詞　「新しいAコープの歌」制作委員会（歌詞の著作権はJA全農に帰属[10]）
  - 作曲・編曲　河野土洋

1979年版は2009年版制作後も引き続き使用されており、二曲とも放送されている状態になっている。

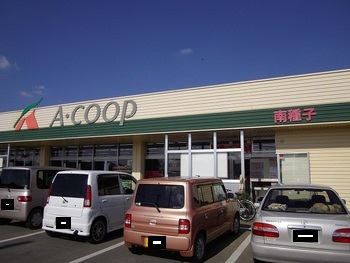
中型店舗のAコープ。（鹿児島南種子店）
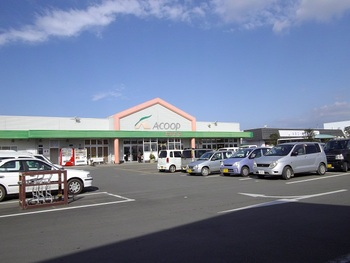
大型店舗のAコープ。

## その他の「エーコープ」
- ホクレン農業協同組合連合会
子会社ホクレン肥料が製造する一部の化成肥料に「エーコープ」の名前が冠されて供給[11]されている。
- 全農物流
当社設立時の社名「エーコープライン」にちなみ、一部の所有船の船名に「エーコープ」の名を冠しており現在も継続。
一例として、当社と松村海運との共有船の船名に「第一エーコープ」と名付けられている[12][13]。同船は、九州－沖縄・離島間を主航路とし飼料・肥料・木材チップ・砂糖等の輸送を担う[14]。
なお、2016年進水の「第一エーコープ」は2代目。初代「第一エーコープ」の竣工は1995年7月。